# أوتو داهل (قسيس)
أوتو داهل (بالنرويجية: Otto Chr. Dahl)‏ (و. 1903 – 1995 م) هو قسيس، ولغوي، ومبشر نرويجي، ولد في نامسوس، توفي في ستافانغر، عن عمر يناهز 92 عاماً.

## التعليم
تعلم في جامعة أوسلو.

## جوائز
حصل على جوائز منها:
- King's Medal of Merit [الإنجليزية]‏.